# ティノ・カデウェア
ティノ・カデウェア（1996年1月5日 - ）はジンバブエ・ハラレ出身のサッカー選手。リーグ・アン・FCナント所属。ポジションはフォワード。ジンバブエ代表。

## 経歴
2015年の夏に渡欧し、スウェーデンのユールゴーデンIFとリーグ・ドゥのFCソショーのトライアルを受け前者と契約する。同シーズン中は期限付き移籍という形で所属し、のちに4年契約を締結して完全移籍した。
2018年7月、リーグ・ドゥのル・アーヴルACと4年契約を結んだ。
2020年1月22日、リーグ・アンのオリンピック・リヨンに移籍するも、同シーズン終了後までル・アーヴルには期限付き移籍という形で残留した。
2022年8月29日、RCDマジョルカに期限付き移籍。
2024年1月4日、FCナントに買取オプション付きで期限付き移籍。5月14日に買取オプションが行使され、完全移籍となった。